# جون بول (موسيقي)
جون بول (بالإنجليزية John Bull)
(و. 1562 – ت. 15 مارس 1628)
مؤلف موسيقي إنجليزي الذي مثل سويلانك الذي كان يعرفه، كان له اثر كبير على تطور موسيقى الآلات ذات لوحة المفاتيح الكونترابنطية (حيث تعزف عدة نغمات أو أجزاء من الألحان في نفس الوقت). بول عاش في هولندا من 1613 فصاعدا. تعكس موسيقاه للأرغن والهاربسكورد مهارته العظيمة كعازف مع الإيقاعات العابرة والسلالم الموسيقية السريعة والقفزات الواسعة من نغمة إلى أخرى.

## هوامش
1. ↑  The Facts on File Dictionary of Music, Christine Ammer 2004

## روابط خارجية
- جون بول على موقع الموسوعة البريطانية (الإنجليزية)
- جون بول على موقع ميوزك برينز (الإنجليزية)
- جون بول على موقع إن إن دي بي (الإنجليزية)
- جون بول على موقع أول ميوزيك (الإنجليزية)
- جون بول على موقع ديسكوغز (الإنجليزية)